# Proximus Groep
Proximus Groep, voorheen bekend onder de naam Belgacom, is een leverancier van digitale diensten en communicatieoplossingen die actief is in België en op de internationale markten.
In België biedt het bedrijf zijn belangrijkste producten en diensten aan met de merken Proximus, Scarlet en Mobile Vikings.
De groep is ook actief in Luxemburg  en Nederland via Proximus NXT, met in Luxemburg de merknaam Tango.
Internationaal worden de activiteiten uitgevoerd door BICS, Telesign en Route Mobile. Proximus Accelerators, het ecosysteem van IT-partners (Be-Mobile, ClearMedia, Codit, Davinsi Labs en Proximus NXT) begeleidt bedrijven bij hun digitale transformatie. 
Sinds 31 december 2023 is 53,51% van de Proximus Groep in handen van de Belgische staat. Proximus bezit 4,56% van zijn eigen aandelen, de resterende 41,93% is vrij verhandelbaar op de markt.

## Geschiedenis

### Van 1879 tot 1914: het begin van de telefonie in België
In 1879 installeren de Belgische telegraafdiensten een telefoonlijn in het parlement. In datzelfde jaar dienen verschillende privéondernemers een aanvraag in om in een aantal Belgische steden telefoonnetwerken uit te baten. Omdat er de eerste jaren geen wetgeving bestaat, is de kans op een succesvolle ontwikkeling van het telefoonnetwerk eerder klein. Het dwingt de Belgische overheid om een wetgevend kader op te stellen dat de exploitatie van de telefonie in België regelt. Vanaf 1896 komt de hele telefoonsector in handen van een overheidsbedrijf.
In 1913 is een groot deel van België bereikbaar via de telefoon. Het aantal abonnees blijft beperkt, maar de meeste stations, post- en telegraafkantoren zijn uitgerust met openbare telefooncellen.

### Van de Eerste Wereldoorlog tot 1930: overgang naar een autonoom overheidsbedrijf
Tijdens de Eerste Wereldoorlog komt er een abrupt einde aan de telecommunicatie in België door de financiële afhankelijkheid van het overheidsbedrijf. Het Bestuur van Telegrafie en Telefonie heeft, door de schade en ontmanteling van de netwerken tijdens de oorlog, enorme investeringen nodig.
Op 19 juli 1930 wordt de RTT opgericht, het Belgische nationale telegraaf- en telefoonbedrijf. Steeds meer mensen maken thuis gebruik van de telefoon.

### Van 1930 tot de Tweede Wereldoorlog: integratie van de RTT in het industriële overheidsbeleid
Via de RTT investeert de overheid enorme sommen in het Belgische telefoonnet. Een steeds groter deel van de bevolking, uit verschillende sociale klassen, heeft voortaan toegang tot telefonie.
Tegelijk duikt een ander verschijnsel op, dat al snel een zware last voor de onderneming met zich meebrengt. Tijdens de economische crisis van de jaren 30 gebruikt de overheid de RTT in zijn industriële en werkgelegenheidsbeleid. Door een volledige automatisering van het Belgische telefoonnet te forceren probeert de overheid de hoge werkloosheidsgraad in de sector terug te dringen. Hierdoor wordt de autonomie van de RTT aanzienlijk beknot.
De wet van 1930 stelde duidelijk dat de onderneming onafhankelijk een investeringsprogramma mocht ontwerpen en uitvoeren. Door haar werkgelegenheidsbeleid op te leggen, gaat de overheid echter regelrecht in tegen het basisprincipe van de wet. Daardoor ontstaat er na de oorlog al snel een structureel probleem bij de RTT.

### Van de Tweede Wereldoorlog tot 1986: van hoogtechnologisch bedrijf tot crisis
Vlak na de Tweede Wereldoorlog wordt de RTT geconfronteerd met aanzienlijke schade en een gedeeltelijke ontmanteling van de netwerken. Om de sector snel weer te doen opleven, beslist de overheid financieel bij te springen.
In die periode neemt de vraag naar telecommunicatiediensten in ijltempo toe. Het aantal abonnees groeit enorm: van ongeveer 350.000 in 1946 naar 522.000 in 1951 tot meer dan een miljoen in 1965. Deze groei van het klantenbestand leidt tot een hoog investeringsritme, waardoor de RTT tegen het einde van de jaren zestig toonaangevend is op gebied van technologische en sociale ontwikkeling.
Dat expansiebeleid heeft echter ook een schaduwkant. Vanaf het einde van de jaren zestig beginnen de schulden zich op te stapelen. De economische crisis die de wereld vanaf 1973 in haar greep houdt, helpt de zaken ook niet vooruit. Bovendien raakt het bedrijf betrokken in een corruptieschandaal: het RTT-schandaal. De financiële gezondheid van de onderneming gaat almaar achteruit. Vanaf het midden van de jaren zeventig moet de RTT dan ook belangrijke bezuinigingsprogramma's doorvoeren.
In de loop van de jaren tachtig groeit de overtuiging dat de telecommunicatiesector een van de belangrijkste ontwikkelingspolen van het einde van de twintigste eeuw zal worden. En dus begint de directie van de RTT vanaf 1981 met een grondige reorganisatie om bepaalde structurele problemen van de onderneming weg te werken.

### Van 1987 tot 2004: de Belgacomwet en de evolutie van de sector onder invloed van Europa
In 1987 doet een andere partner zijn intreden: de Europese Commissie introduceert haar Groenboek over de ontwikkeling van de gemeenschappelijke markt voor telecommunicatiediensten en -apparatuur waarin de liberalisering van de markt centraal staat. Dit Groenboek vormt de basis van de Belgische wet van 21 maart 1991 die een nieuw type overheidsbedrijf met een grotere autonomie creëert. De Belgische telecommunicatiesector wordt gereorganiseerd en in 1992 wordt de RTT vervangen door Belgacom PLC, een autonoom overheidsbedrijf. Het bedrijf en de staat gaan een managementcontract aan dat de levering van bepaalde openbare diensten waarborgt en het bedrijf meer autonomie geeft dan in de Akte van 1930 was vastgelegd.
Vanaf 1994 worden de Europese convergentieprocessen versneld doorgevoerd. De Europese Commissie verklaart in een nieuw Groenboek dat netwerkexploitatie en telefonie ook open moeten staan voor concurrentie. Belgacom PLC evolueert naar een vennootschap die beperkt wordt door aandelen in het openbaar recht. Op 1 juli 1994 lanceert Belgacom het mobiele Proximusnetwerk, dat wordt toevertrouwd aan een dochteronderneming, Belgacom Mobile. Belgacom blijft 75% aandeelhouder, de resterende 25% is eigendom van Air Touch (Vodafone uit 1999).
In 1996 verkoopt de Belgische overheid 50% min 1 Belgacom-aandeel aan het ADSB Telecommunications consortium. Dit consortium bestaat uit Ameritech (SBC), Tele Danmark en Singapore Telecom, plus 3 Belgische financiële instellingen: Sofina, Dexia en KBC.
In 1997 wordt een carrier & wholesale-afdeling opgericht, Belgacom International Carrier Services (BICS). Aangezien de telecommarkt op 1 januari 1998 volledig geliberaliseerd is, neemt Belgacom Skynet over, de eerste aanbieder van internettoegang in België en een van de grootste webportals van het land. Zijn internetactiviteiten worden geïntegreerd in het merk Belgacom, dat ADSL op de Belgische markt lanceert. In 2000 opent BICS kantoren in Azië/Oceanië, Amerika en het Midden-Oosten. In 2001 lanceert het zijn mobiele aanbod.
In 2001 wordt het BeST-plan ingevoerd dat als doel heeft het bedrijf te herstructureren door het op te splitsen in vier businessunits. Belgacom stoot ook bepaalde activiteiten af, zoals Belgacom France, Ben, zijn beveiligingsactiviteiten en de Franse activiteiten van Infosources. De gevolgen van het BeST-plan voor het personeel worden duidelijk in 2002. Een groot deel van het personeel krijgt het aanbod om te stoppen met werken, deeltijds te werken of zich om te scholen.
In een meer en meer open markt waarin de concurrentie almaar agressiever wordt, beslist Belgacom in 2003 zijn imago radicaal te veranderen. Een nieuw logo, nieuwe kleuren en de wil om dichter bij de klant te staan moeten een nieuw elan brengen. Die radicale veranderingen in de filosofie van het bedrijf zijn de voorbode van de beursgang van de operator. Op 22 maart 2004 staat Belgacom voor het eerst genoteerd op de aandelenmarkt. Dit is een van de belangrijkste operaties binnen de Europese telecomsector sinds de toetreding van Orange in februari 2001. De Belgische overheid blijft hoofdaandeelhouder met 50% + 1 van alle aandelen, terwijl het ADSB-consortium al zijn aandelen verkoopt.
Dankzij de beursgang kan de Belgische operator belangrijke middelen vrijmaken om zijn ambities te financieren: de vaste internettoegang via breedband of glasvezel aanbieden (via het Broadway-project).
2004 is ook het jaar waarin de operator de eerste testen met digitale televisie uitvoert bij enkele honderden gezinnen, met de bedoeling nieuwe inkomstenbronnen aan te boren in een markt waar de concurrentie met triple play-pakketten (televisie, telefonie en internet) zoals IPTV steeds heviger wordt.

### Van 2005 tot 2009: consolidatie, convergentie en de eerste gebundelde aanbiedingen.
In 2005 ondertekenen Belgacom en Swisscom Fixnet een overeenkomst om hun internationale carrieractiviteiten samen te voegen en zo hun positie op de internationale markt te consolideren. Belgacom TV wordt gelanceerd op de Belgische markt en verwerft de uitzendrechten op het Belgische voetbal voor drie seizoenen. Het digitale tv-aanbod van Belgacom via ADSL is het eerste in zijn soort in België. Het maakt Belgacom tot een quadruple-play operator, die zowel vaste telefonie, mobiele telefonie, snel internet als televisie aanbiedt. Het stelt het Belgische bedrijf in staat om nieuwe inkomstenbronnen veilig te stellen, gezien de winstmarges op zijn andere activiteiten steeds kleiner worden. In 2005 wordt Proximus ook de eerste mobiele telefonieprovider in België die 3G-diensten aan het grote publiek aanbiedt.
In 2006 neemt Belgacom Telindus over en versterkt zo zijn ICT-aanbod en netwerkintegratiediensten voor de zakelijke en professionele markt. Belgacom verwerft ook de resterende 25% participatie in Proximus van Vodafone en neemt Euremis over, die mobiele CRM aanbiedt aan bedrijven in de fast-moving consumer goods (FMCG) en de farmaceutische sector. In april 2007 lanceren Proximus en Belgacom de 'packs', hun eerste gebundelde aanbiedingen. Daarnaast blijft Belgacom ook zijn digitale televisieaanbod verder ontwikkelen.
2008 wordt ingezet met de overnames van Scarlet en Tele2 Luxembourg. Belgacom neemt Scarlet NV over, waardoor het in staat is om het segment van de goedkope markt binnen te dringen. In juni 2008 neemt de provider ook Tango over van Tele2, de toonaangevende alternatieve operator die actief is in Luxemburg en Liechtenstein. 

### Van 2010 tot 2013: TV Everywhere en het eerste 4G-netwerk
In 2010 voltooit Belgacom Group de volledige integratie van zijn dochterondernemingen Belgacom Mobile SA/Proximus, Telindus NV, Telindus Sourcing SA, de activiteiten van Belgacom Skynet SA en de Belgische activiteiten van Telindus Group NV in Belgacom SA om één rechtspersoon te vormen. De andere dochterondernemingen blijven afzonderlijke juridische entiteiten. In datzelfde jaar worden partnerships getekend met Jinni, In3Depth, Blinkx en OnLive om het Belgacom TV-entertainmentplatform verder uit te bouwen. Ook FON, de grootste Wi-Fi-gemeenschap ter wereld, wordt partner.
Na verschillende incidenten wordt CEO Didier Bellens in 2011 ontslagen. Tot er een nieuwe CEO gevonden wordt, worden Ray Stewart en Stefaan De Clerck tot tijdelijke CEO's benoemd.
Nog in 2011 lanceert Belgacom TV Everywhere, waarmee klanten Belgacom TV kunnen kijken op elk apparaat (tv, pc, tablet, smartphone) via Wi-Fi en 3G. Belgacom tekent ook een exclusief partnership met Deezer, waardoor het contentaanbod wordt uitgebreid met muziekstreaming. BICS sluit een roaming-hubcontract met MTN Group, de grootste mobiele operator in Afrika en het Midden-Oosten. Telindus lanceert op zijn beurt het merk Telindus Telecom met connectiviteit en datacenteraanbiedingen voor de zakelijke en professionele markt.
In 2012 lanceert Proximus het eerste 4G-netwerk in België en Tango in Luxemburg. Met de lancering van Internet Everywhere — een geïntegreerde oplossing voor thuis en onderweg  — vindt Belgacom het internet opnieuw uit. Belgacom Groep neem dat jaar ook de winkelketen The Phone House over. 
In 2013 lanceert Proximus nieuwe aantrekkelijke mobiele prijsplannen op basis van het type telefoon van de klant: Smart voor klanten met een smartphone, Easy voor klanten met een klassieke mobiele telefoon. Belgacom verwerft een zeer waardevol spectrum voor de 800 MHz-frequentieband om zo het 4G-leiderschap verder te ontwikkelen. Met Home&Care biedt het bedrijf beveiligingsoplossingen aan die klanten in staat stellen om hun huis vanop afstand te bewaken via hun smartphone of tablet. Scarlet lanceert op zijn beurt TRIO, waarbij vaste telefoon, breedbandinternet en tv gecombineerd worden in een triple-playpakket.
In datzelfde jaar richt Belgacom, samen met de andere telecomoperatoren en de Belgische banken, Belgian Mobile Wallet NV op, een joint venture om een Belgisch mobiel-betalingsproduct te ontwikkelen onder de naam Sixdots. Het doel: bankklanten ertoe te brengen met hun smartphone te betalen in plaats van met hun bankpas en kaartlezer. Het project blijkt echter geen succes en wordt in 2015 opgeschort.

### GCHQ-hack
In 2012/2013 werd Belgacom gehackt door het Britse inlichtingenbureau GCHQ. Informatie gelekt door klokkenluider Edward Snowden in 2013 onthulde dat de Britse inlichtingendienst achter de cyberaanval Operation Socialist zat die het computernetwerk van Belgacom met behulp van Regin-malware infiltreerde. Door de hack realiseerde het bedrijf zich hoe belangrijk de constante focus op cyberbeveiliging is. In 2020 investeerde Proximus 7,5 miljoen euro in haar Corporate Cyber Security Program en in 2022 werd Proximus ADA opgericht, een nieuwe dochteronderneming gewijd aan AI en cyberbeveiliging.

### Van 2014 tot 2019: bye-bye Belgacom, hello Proximus
Op 9 januari 2014 wordt Dominique Leroy voor een periode van 6 jaar aangesteld als nieuwe CEO en voorzitter van het uitvoerend comité van de Proximus Groep. Leroy versterkt het aanbod van het bedrijf en richt zich voornamelijk op groei met haar Fit for Growth-strategie.
In 2014 wordt besloten dat de merknaam Belgacom stilaan moet verdwijnen. Vanaf het najaar van 2014 zal Proximus de nieuwe commerciële naam zijn voor alle vaste, mobiele en IT-producten. Andere merken zoals Scarlet blijven bestaan.
In datzelfde jaar lanceert Belgacom Personal Cloud, waarmee klanten hun documenten veilig kunnen opslaan, met toegang tot al hun content via pc, laptop, tablet, smartphone of Proximus TV. Dat maakt content delen met familie en vrienden en op sociale media voortaan makkelijker.
TV Replay wordt gelanceerd, wat klanten in staat stelt om tot 36 uur terug te gaan op de meest bekeken lineaire tv-zenders. Dankzij nieuwe partnerships en exclusieve deals met onder andere Apple en Samsung kunnen klanten kiezen voor het nieuwste mobiele apparaat uit een breed gamma aan merken en apparaten. En dankzij het partnership met Netflix kunnen klanten Netflix rechtstreeks via Proximus TV bekijken. Het bedrijf wordt ook pionier op het gebied van de innovatieve 4G-technologie in België, en start de uitrol aan de Belgische kust en in de grootste steden, waaronder Brussel.
In 2016 houdt Proximus een uniek Smart Mobility-bedrijf met de naam Be-Mobile boven de doopvont. Proximus vindt ook zijn commerciële aanbod opnieuw uit met de introductie van nieuwe all-inproducten: Tuttimus voor residentiële klanten en Bizz All-in voor kleine bedrijven. Proximus investeert in Citie, een smart-retailplatform om de lokale economie te ondersteunen en handelaars, shoppers en lokale overheden dichter bij elkaar te brengen. In december 2016 kondigt Proximus Fibre for Belgium aan, een investeringsplan van drie miljard euro voor de komende tien jaar, waarmee men mensen en bedrijven op lichtsnelheid wil brengen. Op mobiele telefoons lanceert Proximus HD-spraakoproepen via 3G en 4G. De volgende generatie mobiele netwerken (4.5G en 5G), worden met succes getest.
Fibre for Belgium wordt in 2017 voor het eerst in zeven steden in België uitgerold. In datzelfde jaar verlengen Proximus en Vodafone hun partnership voor België en Luxemburg en neemt Proximus Davinsi Labs over, wat hun positie in de groeiende markt voor cyberbeveiliging versterkt. Vanaf 12 juni 2017 kunnen klanten van Proximus surfen, bellen en sms'en binnen de Europese Unie zonder extra kosten. Ook de MyProximus-app wordt in 2017 gelanceerd. Terwijl Proximus applicatieontwikkelaar Unbrace overneemt, voltooit BICS de overname van Telesign, een communicatieplatform annex servicebedrijf in de VS. Op 29 december 2017 stuurt Proximus het telegram met pensioen, na ruim 150 jaar trouwe dienst.
In 2018 neemt Proximus Umbrio over om de positie van Proximus in de groeiende IT-, netwerk- en analysemarkt te versterken. Ook het Nederlandse bedrijf ION-IP wordt overgenomen om in de opkomende Benelux Managed Security Market te investeren. De overname van CODit en de commerciële Fibre-to-the-Business wholesale deal met telecomoperator Destiny worden succesvol afgerond. 2018 is ook het jaar van de eerste succesvolle 5G outdoor trial in België met Huawei en de lancering van het NB-IoT-netwerk voor de aansluiting van digitale gas- en elektriciteitsmeters voor Fluvius.
Ondertussen lanceren de belangrijkste Belgische banken en mobiele operatoren, waaronder Proximus, itsme. Deze digitale identificatie-app stelt Belgische burgers in staat zich aan te melden en zich te identificeren bij de overheid, banken, verzekeraars en andere particuliere ondernemingen.

### Van 2019 tot vandaag: de digitale shift
In 2019 kondigt Proximus de #shifttodigital-strategie aan om de transformatie te versnellen, relevant te blijven op de Belgische markt en de toekomst van het bedrijf veilig te stellen. Het plan omvat ook een sociaal luik, wat leidt tot stakingen en protestacties van een deel van het personeel. Na maandenlange onderhandelingen bereiken directie en vakbondsorganisaties een akkoord en wordt het plan goedgekeurd door de raad van bestuur.
Ook de merkbelofte "Think possible" wordt gelanceerd in 2019 en het digitale tv-platform Proximus TV wordt omgedoopt tot Proximus Pickx. Proximus en Orange België bundelen hun krachten om samen het mobiele toegangsnet van de toekomst te ontwikkelen, onder de noemer MWingz. Proximus Luxembourg SA brengt de merken Tango en Telindus samen, terwijl de app MyProximus de mijlpaal van een miljoen actieve gebruikers bereikt. De smart mobility-partner Be-Mobile van Proximus ontwikkelt de Flux-app voor soepeler en veiliger vrachtverkeer.
In september 2019 kondigt Proximus aan dat Dominique Leroy besloten heeft om het bedrijf op 1 december te verlaten omwille van internationale carrièreplannen. CFO Sandrine Dufour neemt tijdelijk de algemene leiding over. Op 1 december 2019 wordt Guillaume Boutin aangesteld als nieuwe CEO. Hij was sinds augustus 2017 bij Proximus als Chief Consumer Market Officer. 
Samen met DPG Media en Rossel lanceert Proximus een digitaal persaanbod onder de naam My e-Press en gaat het een partnership aan met bouwfirma BESIX rond slimme gebouwen. De eerste 5G-demonstraties richten zich op live videostreaming, industriële robots, drones, virtual reality en cloudgaming.
In februari 2020 ondertekenen Proximus en Port of Antwerp een memorandum van overeenstemming voor het project "De Digitale Schelde" om de digitale transformatie van de haven voor te bereiden met de ontwikkeling van een particulier 5G-netwerk. In maart presenteert CEO Guillaume Boutin zijn nieuwe strategie #inspire2022. Het langetermijnplan steunt op vier strategische pijlers: de uitrol van vaste en mobiele gigabittechnologieën, de transformatie tot een digital native-bedrijf, de ontwikkeling van partnerships en ecosystemen en een versterkte focus op een duurzame en digitale bedrijfsvoering.
Tegelijkertijd kondigt het bedrijf aan dat het de uitrol van het glasvezelnetwerk aanzienlijk wil versnellen. Dankzij de joint venture-overeenkomsten met EQT en Eurofiber die in de loop van het jaar verwezenlijkt werden, worden de ambities van het bedrijf uitgebreid. Het glasvezelnetwerk wordt in december 2020 in zestien steden uitgerold: Aalst, Antwerpen, Brussel, Charleroi, Gent, Hasselt, Kortrijk, Knokke-Heist, Leuven, Luik, Mechelen, Namen, Oostende, Sint-Niklaas, Roeselare en Vilvoorde
Proximus lanceert het eerste 5G-netwerk in België en zet ook "Flex" in de markt, een nieuwe reeks pakketten. Er wordt een overeenkomst met Eurofiber en DELTA Fiber gesloten, met het oog op een partnerschap om de uitrol van het glasvezelnetwerk in België uit te breiden en te versnellen. In juni 2020 gaat Proximus een strategisch partnerschap aan met Belfius om een neobank op te richten – een volledig digitale internetbank – onder de naam Banx. Proximus Codit en Unbrace fuseren om fullservice IT-oplossingen te bieden voor zowel front- als backend. Belfius en Proximus ondertekenen een strategisch partnerschap gebaseerd op een langdurige commerciële samenwerking. Er wordt ook een overeenkomst gesloten met Disney+, wat betekent dat Proximus sinds september 2020 de enige telecomoperator in België is die zijn klanten toegang biedt tot de Amerikaanse streamingservice.
In 2021 voorziet Proximus de COVID-vaccinatiecentra van connectiviteit, IT-ondersteuning en geavanceerde IoT-oplossingen om de temperatuur van de vaccins te bewaken. Proximus verwerft ook Mobile Vikings, wat de multimerkenstrategie van Proximus in de woningmarkt bekrachtigt, terwijl Banx, de digitale app voor duurzaam bankieren, de Belgische markt binnenkomt. De teleconsultatie-app Doktr wordt gelanceerd en de leden van DigitAll ondertekenen het Digital Inclusion Charter. Proximus wordt volledig eigenaar van BICS, waardoor het ontwikkelings- en groeipad van BICS en Telesign flexibeler gerealiseerd kan worden. Antonietta Mastroianni, Chief Digital & IT Officer en Mark Reid, Chief Financial Officer vervoegen het uitvoerend comité.
BICS sluit nieuwe partnerships af met belangrijke digitale spelers zoals Microsoft Azure en Google Cloud, wat de reeds bestaande partnerschappen met Amazon Web Services en andere Tier 1 digital disruptors in de APAC-regio nog verder uitbreidt. BICS lanceert ook spraak-API's, een belangrijke stap in de levering van communicatie as a service, waardoor bedrijven veilige en flexibele op software gebaseerde communicatie kunnen krijgen.
Telesign kondigt op zijn beurt de intentie aan om openbaar te gaan en lanceert Messaging API, waarmee meerdere communicatiekanalen gebruikt kunnen worden met slechts één API-integratie. Het antifraudemodel van het Score-product wordt geoptimaliseerd, waardoor fraude nauwkeuriger gemarkeerd wordt en de kans op valse meldingen aanzienlijk verkleint.
In 2022 kunnen 1,28 miljoen woningen en bedrijven zich aansluiten op fiber. Proximus tekent een partnerschip met Odoo om kmo's te helpen bij hun digitalisering en met Microsoft om soevereine cloudoplossingen te ontwikkelen.
Nog in dit jaar wordt Proximus Ada opgericht, center of excellence voor artificiële intelligentie en cybersecurity.
Proximus krijgt als eerste BEL20-bedrijf wetenschappelijke validatie voor zijn milieudoelstellingen van het SBTi (Science Based Targets initiative) conform zijn nieuwe ‘Net-Zero Standard’.
In oktober van dit jaar wordt Proximus partner van de Innovation Campus 2030 van Living Tomorrow, waar bezoekers een blik kunnen werpen op hoe we in de toekomst zullen leven en werken.
De teleconsultatie-app Doktr en AG, marktleider op het vlak van collectieve gezondheidszorgverzekeringen in België, slaan de handen in elkaar om de toegankelijkheid van digitale consultaties te bevorderen.
In maart 2023 kondigen Proximus en Google Cloud aan dat ze soevereine clouddiensten zullen aanbieden in België en Luxemburg. Dit vijfjarige partnerschap is gericht op het leveren van een gedeconnecteerde cloud-oplossing aan overheden, gereguleerde ondernemingen en internationale organisaties in Europa. Klanten zouden hierdoor meer controle en transparantie krijgen over hun gevoelige data in de cloud.
Vanaf juli 2023 wijzigt de naam van Proximus Enterprise naar Proximus NXT. Proximus NXT blijft gericht op de bedrijvenmarkt en concentreert zich op het leveren van diensten door middel van fiber- en 5G-netwerken met behulp van een uitgebreid ecosysteem van partners. Hierbij biedt Proximus NXT oplossingen op het gebied van soevereine cloud en cybersecurity.
Nog in juli verhoogt Proximus de snelheid van zijn glasvezelproducten en lanceert de 10Gbps-technologie in heel België. De Multigig-technologie is vanaf nu ook beschikbaar in alle gebieden waar fiberdekking is. Bestaande glasvezelklanten krijgen hierdoor automatisch hogere snelheden. 
Proximus verlengt zijn overeenkomst met de UEFA, wat betreft het uitzenden van de Champions League-wedstrijden via Pickx Sport of All Stars & Sports tot 2027. 
Half december neemt de Vlaamse Regering het initiatief om investeringen in technologische en innovatieve oplossingen voor maatschappelijke uitdagingen te faciliteren via het oprichten van de besloten vennootschap ‘Flanders Technology and Innovation’. Samen met Brussels Airport Company, KBC, COI, Cronos, Cegeka en Telenet, zet Proximus zijn schouders onder dit project. De vzw ‘Flanders Technology International’ is de eigenaar van de naam en het merk. 

## Hoofdmerken en activiteiten van de groep

### Proximus
Proximus is het belangrijkste merk van de Proximus Groep. Het bedrijf beschouwt Proximus als hét referentiemerk dat het voor iedereen mogelijk maakt om te leven en te groeien in een digitale wereld. De merkbelofte “Think possible” verwoordt die missie. Het huidige merk Proximus bundelt onder andere de oudere merken Proximus Mobile (Belgacom Mobile) en Proximus TV (Belgacom TV).

### Proximus NXT
Proximus NXT, het voormalige Telindus, wil binnen de bedrijfswereld inzetten op fiber- en 5G-netwerken in de Benelux en oplossingen op het gebied van soevereine cloud en cybersecurity bieden. 

### Scarlet
Scarlet werd in 1992 opgericht in Nederland. Het heeft zich gevestigd als een no-nonsensemerk voor klanten die op zoek zijn naar competitieve prijzen of naar manieren om bewuster te consumeren.

### Mobile Vikings
Mobile Vikings heeft een sterke klantenbasis van digital natives. Hun aanbod is aantrekkelijk voor jongeren die intensief gebruik maken van mobiele data. In juni 2021 ontving Proximus, zonder voorwaarden, goedkeuring van de Belgische mededingingsautoriteit voor de overname van Mobile Vikings, waaronder ook het merk Jim Mobile valt.

### Proximus Media House (PmH)
Proximus Media House is de partner van de Proximus Groep die de nodige creativiteit, technologie, knowhow en topoplossingen in huis heeft voor het bewerken, uitzenden, (live) productie en media-activiteiten op elk platform. Zo stuurt PmH de digitale zenders Pickx, Pickx+, Pickx+ Sports en Pickx Live volledig aan.

### Connectimmo
Connectimmo is het vastgoedbedrijf van de Proximus Groep. Het beheert de commerciële, financiële, juridische en technische aspecten van de vastgoedportefeuille van de Proximus Groep (met meer dan 1000 gebouwen/sites).

### Doktr
Doktr maakt hybride zorg mogelijk via videoconsultatie. Het bedrijf wordt ondersteund door Proximus, Solidaris/Socialistische Mutualiteiten en Mutualité Chrétienne/Christelijk Mutualiteit. Het biedt de mogelijkheid om via je smartphone een arts te consulteren. Dit kan je eigen huisarts zijn (indien beschikbaar op het platform) of een andere erkende arts.

### Proximus Ada
Proximus Ada is een Belgisch centre of excellence dat artificiële intelligentie en cyberbeveiliging combineert. Proximus Ada is als dochteronderneming volledig in het bezit van Proximus Groep. De expertise van het bedrijf ondersteunt de verschillende entiteiten van de groep en komt dus ook hun klanten ten goede. 

### Ads & Data
Ads & Data is een samenwerking van Proximus/Skynet, Pebble Media, Telenet/SBS en Mediahuis om de adverteerders dichter bij hun klanten en de behoeften van die klanten te brengen. Dit willen ze doen via een reeks premium mediakanalen en kwalitatieve data.

### Tango
Tango is de merknaam waaronder de Proximus Groep haar producten en services in Luxemburg in de markt zet. Het bedrijf is gespecialiseerd in vaste en mobiele telefonie-, internet- en televisiediensten voor particulieren en kleine bedrijven met minder dan 10 werknemers.

### BICS (Belgacom International Carrier Services)
BICS (Belgacom International Carrier Services) is opgericht in 2005 als joint venture tussen Belgacom, Swisscom Fixnet en MTN Group. BICS is een bedrijf met wereldwijde telecomactiviteiten, een van de belangrijkste voice carriers ter wereld en een leverancier van mobiele dataservices op wereldschaal. BICS wil verbinding mogelijk maken tussen personen, toepassingen en dingen, waar ze zich ook bevinden.

### Telesign
Telesign is een bedrijf gespecialiseerd in digitale identiteitsdiensten en authentificatie. Het biedt oplossingen voor beveiliging, authenticatie, fraudedetectie, compliance, reputatiescore, en veilige communicatie. In december 2021 kondigde Telesign haar intentie aan om openbaar te gaan voor een bedrijfswaarde van 1,3 miljard dollar via een zakelijke fusie met North Atlantic Acquisition Corporation.

### Route Mobile
Route Mobile Limited is een toonaangevende wereldwijde leverancier van cloudcommunicatiediensten, gespecialiseerd in Communication Platform as a Service-oplossingen (CPaaS). 
Het bedrijf werd opgericht in 2004 en heeft zijn hoofdzetel in Mumbai, India. Route Mobile is sterk internationaal aanwezig en biedt een uitgebreid pakket producten en diensten, waaronder sms, OTT messaging, chatbot, spraak, e-mail, sms-filtering, analyse en monetisatie.

## Groepsstructuur
In 2023 bestaat Proximus Group uit negen afzonderlijke eenheden: de afdeling van de CEO, Consumer Market, Enterprise Market, Corporate Affairs, Network & Wholesale, Customer Operations, Human Capital, Digital & IT en Finance.

## Aandeelhoudersstructuur
Situatie van 31 januari 2023:
- Belgische staat: 53,51%
- Belgacom NV/SA: 4,56%
- Free float: 41,93%

## Financiële gegevens
| Jaar       | 2012 | 2013 | 2014 | 2015 | 2016 | 2017 | 2018 | 2019 | 2020 | 2021 | 2022 | 2023 |
| ---------- | ---- | ---- | ---- | ---- | ---- | ---- | ---- | ---- | ---- | ---- | ---- | ---- |
| Omzet      | 6462 | 6318 | 6112 | 6012 | 5873 | 5802 | 5829 | 5697 | 5481 | 5579 | 5914 | 6048 |
| Nettowinst | 712  | 630  | 654  | 482  | 523  | 522  | 508  | 373  | 564  | 443  | 450  | 357  |

## Bestuur
| Periode        | Voorzitter        |
| RTT            | RTT               |
| -------------- | ----------------- |
| 1991 - 1992    | Benoît Remiche    |
| Belgacom       |                   |
| 1992 - 1994    | Benoît Remiche    |
| 1994 - 2003    | Michel Dussenne   |
| 2003 - 2004    | Jan Coene         |
| 2004 - 2013    | Theo Dilissen     |
| 2013 - 2015    | Stefaan De Clerck |
| Proximus Groep |                   |
| 2015 - heden   | Stefaan De Clerck |

| Periode        | CEO              |
| RTT            | RTT              |
| -------------- | ---------------- |
| ? - 1988       | Jozef De Proft   |
| 1988 - 1991    | Louis Eggermont  |
| 1991 - 1992    | Bessel Kok       |
| Belgacom       |                  |
| 1992 - 1995    | Bessel Kok       |
| 1995 - 2002    | John Goossens    |
| 2003 - 2013    | Didier Bellens   |
| 2013 - 2015    | Dominique Leroy  |
| Proximus Groep |                  |
| 2015 - 2019    | Dominique Leroy  |
| 2019 - heden   | Guillaume Boutin |